# Dewanand Makhan
Dewanand Makhan – holenderski entomolog amator, zatrudniony na Uniwersytecie w Utrechcie. Określany jako „rosnące zagrożenie dla taksonomii i nomenklatury zoologicznej” i twórca „wandalizmów taksonomicznych”, przez lata przedstawił opisy „nowych dla nauki” gatunków chrząszczy z rodzin Staphylinidae, Scydmaenidae, Tenebrionidae, Hydrochidae, Hydrophilidae, Hydraenidae, Elmidae, Haliplidae, Dytiscidae i Dryopidae, mrówek („tour-de-force złej taksonomii”), a także mięczaków i pajęczaków. Działania Makhana, takie jak opisywanie paratypów zebranych i oznaczonych przez innych entomologów, uznawane były za kradzież intelektualną. Większość opisów „nowych” gatunków była bardzo krótka, zawierała rażące błędy merytoryczne (np. opis królowej mrówki jako robotnicy). Makhan wydał też własnym sumptem książkę poświęconą systematyce Hydrochidae i Dryopidae, która, jak się okazało, liczyła zaledwie 24 strony i powielała wcześniej publikowane prace autora. Koszt monografii wynosił 300 euro. 
Te i inne działania Makhana, zwłaszcza obraźliwe zachowanie wobec naukowców krytykujących jego metody pracy, przyczyniły się do szerokiej krytyki w prasie specjalistycznej. Do władz uczelni wystosowano w 2006 roku list podpisany przez 120 entomologów. Wówczas okazało się, że Makhan nie ma tytułu naukowego i jest technicznym pracownikiem uczelni, a entomologia to jego hobby. Makhan w maju 2006 roku został zawieszony w obowiązkach. 
Wiele prac Makhana ukazało się w australijskim nierecenzowanym czasopiśmie „Calodema”, którego redakcja w arogancki sposób odrzuciła zarzuty taksonomów i nie odcięła się od działań Makhana. W 2013 roku periodyk wciąż publikuje jego prace.

## Wybrane prace
- Six new Pyramica species from Suriname (Hymenoptera: Formicidae). „Calodema”, s. 1–7, 2007.
- Pheidole soesilae sp. nov. from Suriname (Hymenoptera: Formicidae). „Calodema”, s. 1–2, 2007.
- Discothyrea soesilae sp. nov. from Suriname (Hymenoptera: Formicidae). „Calodema”, s. 1–3, 2007.
- Georissus amrishi sp. nov., a new water beetle from Suriname (Coleoptera: Georissidae). „Calodema”, s. 1–5, 2009.
- Curculio rishwani sp. nov. from Suriname (Coleoptera: Curculionidae). „Calodema”, s. 1–3, 2009.
- Eulechriops aschnae sp. nov., a new weevil from Suriname (Coleoptera: Curculionidae, Conoderinae). „Calodema”, s. 1–3, 2009.
- Rhypasma soesilae sp. nov. from Suriname (Coleoptera: Tenebrionidae). „Calodema”, s. 1–3, 2009.